# Petro-Canada
Petro-Canada était une entreprise canadienne spécialisée dans l'exploitation et la commercialisation du pétrole. Elle est désormais une marque de commerce de Suncor.

## Activités
Petro-Canada exploite un réseau de stations d'essence et distribue des produits lubrifiants.

## Histoire

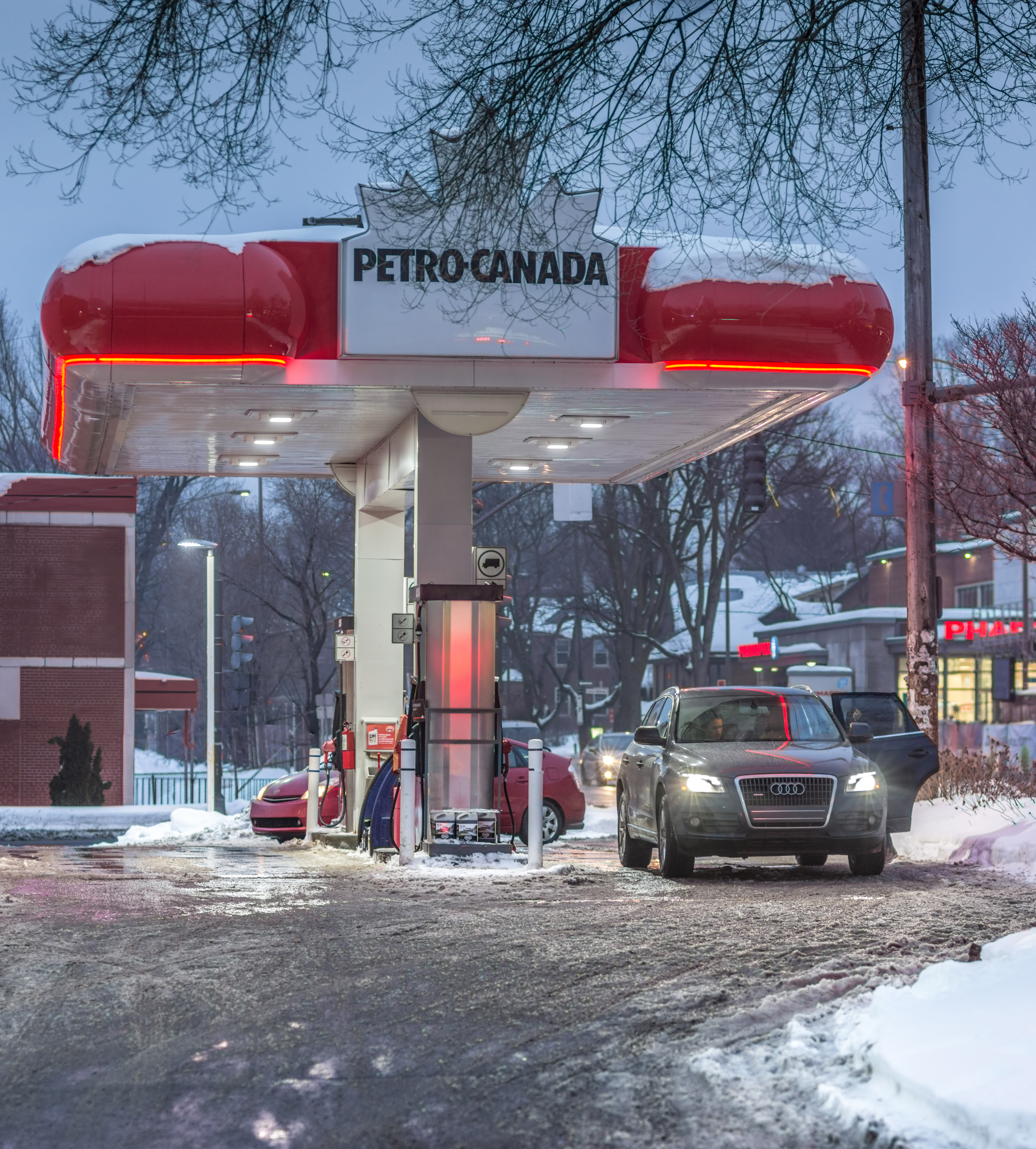
Station-service de Petro-Canada, à Québec.

Petro-Canada est née des efforts du gouvernement du Canada de nationaliser le commerce du pétrole pendant les années 1980. Cependant, en tant que société de la Couronne, elle n'a pas su générer de bénéfices. Pétro-Canada aurait coûté plus de 10 milliards aux contribuables canadiens. Le gouvernement espérait que la nationalisation apporterait des prix plus bas pour les consommateurs canadiens, mais ce n'est pas ce qui s'est produit. La production de pétrole coûtait davantage à la société d'État et ses raffineries étaient moins productives que les compétiteurs privés. Après plusieurs années d'opérations déficitaires, le gouvernement du Canada a donc décidé de privatiser la société d'État. La privatisation a commencé partiellement en 1990 pour se terminer entièrement en 2004.
Le 26 septembre 2007, les travailleurs syndiqués de la raffinerie de Petro-Canada de Montréal ont voté en faveur d'un mandat de grève. Leur convention collective étant expirée depuis le 31 janvier 2007. Le 17 novembre 2007, la direction de Petro-Canada a décrété un lock-out à cette raffinerie.
En juillet 2008, Petro-Canada a signé six contrats d'exploration et d'exploitation du pétrole libyen. Elle a accepté de faire « un paiement de 500 millions USD, représentant 50 % de la prime de signature » à la « société pétrolière d'État » et de verser entre 2009 et 2013 un deuxième montant de 500 millions USD.
Le 24 septembre 2008, les travailleurs syndiqués ont refusé, lors d'un vote forcé par Petro-Canada (via une ordonnance de la Commission des relations du travail du Québec prévue dans le Code du travail), l'offre dite « globale-finale » de Petro-Canada datant du 10 septembre 2008. Cette offre ne comprenait pas le modèle de négociation type des travailleurs de l'énergie du Canada en vigueur depuis plus de 40 ans dans ce pays.
Le conflit de travail a pris fin le 23 décembre 2008, alors que les syndiquées ont ratifié l'entente de principe proposé par Petro-Canada.
Le 23 mars 2009, Suncor et Petro-Canada ont annoncé leur fusion, créant ainsi un groupe pétrolier valant environ 43 milliards CAD. La fusion est entrée en vigueur le 1er août 2009. Pour se réaliser, celle-ci a dû recevoir l'approbation du gouvernement du Canada.